# 北川金三郎
北川 金三郎（きたがわ きんざぶろう、1880年（明治13年）12月26日 - 1960年（昭和35年））は、青森ねぶたのねぶた師。初代ねぶた名人。

## 略歴
1880年（明治13年）12月26日、鍛冶町の桶屋の三男として生まれる。左官業を営みながら同郷のねぶた師である坂田金作に弟子入りしてねぶた作りを学び、早くに一本立ちしたと伝わる。初期には師匠の作風を厳密に踏襲していたが、それだけでは満足しなかったようであり、その後大幅な改良を加え、自らの考えるねぶたの理想像を目指した。
戦後、ねぶたが復興へと向かうに当たって金三郎は、当時既に60代後半という高齢ながら第一人者として尽力した。周囲からは「北川のジサマ」と呼ばれ、多くのねぶた師に尊敬される存在であった。
それまで竹を骨組みに用い、中の燈火には蝋燭を用いていたねぶたを、骨組みに針金を用い、中の燈火に電球と蛍光灯を用いることで近代的なものへと進化させ、さらに従来では不可能だった指を1本1本作る といった細かな造りも可能とした。この斬新な造り方に一部では反発もあったと言われるが、やがて定着した。ただし、当時はまだ竹と針金の併用であり、大まかな部分は竹で作り、細かい部分は針金で作るという手法だった。面（顔）の作りについても、骨組を縦1本横3本という基本構造を生み出し、後に佐藤伝蔵が骨組を増やす手法を開発するまで、ねぶたの標準とされる手法を確立した。これらの功績により「近代ねぶたの開祖」「青森ねぶた中興の祖」とも呼ばれる。
田村麿賞（現在のねぶた大賞）制定前のねぶた師であるために受賞歴は無いが、1957年（昭和32年）に制作した「勧進帳」は最高傑作として名高い。1958年（昭和33年）を最後にねぶた制作を引退するが、同年8月22日にそれまでの功績を讃えられ初代ねぶた名人位を贈られる。1960年（昭和35年）、死去。享年81（満79-80歳没）。
後継者の育成にも尽力した人物であり、弟子として息子で2代名人の北川啓三をはじめとする多くのねぶた師を育てた。晩年の弟子（金三郎引退後は啓三が引き継いだ）には、後の3代名人である佐藤伝蔵がいる。また6代名人の北村隆は啓三を師匠としており、金三郎の孫弟子にあたる。